# Осиповка (Мордовия)
Осиповка — исчезнувший посёлок в Дубёнском районе Мордовии. Входил в состав Енгалычевского сельского поселения. Упразднён в 2011 году.

## География
Располагался на правом берегу реки Лаша, в 2 км к юго-востоку от села Енгалычево.

## История
Основан в 1926 году переселенцами из села Енгалычево. В 1931 году посёлок состоял из 12 дворов.

## Население
| 2002 | 2010 |
| ---- | ---- |
| 6    | ↘0   |

Национальный состав
Согласно результатам Всероссийской переписи населения 2002 года, в национальной структуре населения русские составляли 50 % мордва-эрзя — 50 %.